# Lady of the Night (álbum)
Lady of the Night é o primeiro álbum da cantora estadunidense Donna Summer, lançado em 26 de fevereiro de 1974. O álbum, produzido por Pete Bellotte, foi lançado apenas nos Países Baixos, onde gerou os singles "The Hostage" e "Lady of the Night" naquele país.

## Faixas
Todas as faixas escritas e compostas por Giorgio Moroder e Pete Bellotte; exceto "Domino", "Let's Work Together Now" e "Sing Along (Sad Song)" por Bellotte. 
| Lado A         |                     |         |  |
| N.º            | Título              | Duração |  |
| 1.             | "Lady of the Night" | 3:58    |  |
| 2.             | "Born to Die"       | 3:24    |  |
| 3.             | "Friends"           | 3:31    |  |
| 4.             | "Full of Emptiness" | 2:26    |  |
| 5.             | "Domino"            | 3:14    |  |
| Duração total: | Duração total:      | 16:33   |  |

| Lado B         |                           |         |  |
| N.º            | Título                    | Duração |  |
| 6.             | "The Hostage"             | 4:16    |  |
| 7.             | "Wounded"                 | 2:43    |  |
| 8.             | "Little Miss Fit"         | 3:06    |  |
| 9.             | "Let's Work Together Now" | 3:58    |  |
| 10.            | "Sing Along (Sad Song)"   | 3:20    |  |
| Duração total: | Duração total:            | 17:23   |  |